# كرايغ ستانتون
كرايغ ستانتون (بالإنجليزية: Craig Stanton)‏ هو سائق سباق أمريكي، ولد في 31 أكتوبر 1960.